# Кубок Европейской конфедерации волейбола среди женщин 1982/1983
3-й розыгрыш Кубка Европейской конфедерации волейбола (ЕКВ) среди женщин проходил с 4 декабря 1982 по 13 февраля 1983 года с участием 14 клубных команд из 9 стран-членов Европейской конфедерации волейбола. Победителем турнира стала итальянская команда «Виктор Виллаж» (Бари).

## Команды-участницы
| Страна     | Команда                          |
| ---------- | -------------------------------- |
| Австрия    | «Кауфхаус-Тироль» (Инсбрук)      |
| Бельгия    | «Дилбек-Иттербек» (Дилбек)       |
| Бельгия    | «Товок» (Тонгерен)               |
| Греция     | «Арис» (Салоники)                |
| Греция     | «Ионикос» (Неа-Филаделфия)       |
| Испания    | «Испано-Франсез» (Барселона)     |
| Италия     | «Чечина» (Чечина)                |
| Италия     | «ЧИВ э ЧИВ» (Модена)             |
| Нидерланды | АМВЙ (Амстелвен)                 |
| Португалия | «Университариу ду Порту» (Порту) |
| Турция     | «Профило» (Стамбул)              |
| Франция    | АСУЛ (Лион)                      |
| Франция    | «КАСЖ Пари» (Париж)              |
| ФРГ        | «Рюссельсхайм» (Рюссельсхайм)    |
| ФРГ        | «Фойербах» (Штутгарт)            |

## Система проведения розыгрыша
Турнир состоит из двух раундов плей-офф и финального этапа. В раундах плей-офф команды делятся на пары и проводят между собой по два матча с разъездами. Победителем пары выходит команда, одержавшая две победы. В случае равенства побед победителем становится команда, имеющая лучшее соотношение партий по сумме обоих матчей. В случае равенства и этого показателя в дальнейшую стадию плей-офф выходит команда, имеющая лучшее соотношение игровых очков (мячей) по сумме матчей.
8 команд-участниц четвертьфинала плей-офф определяют четырёх участников финального этапа.
Финальный этап состоит из однокругового турнира, по результатам которого определяется итоговая расстановка мест. 

## 1/8 финала
декабрь 1982
 «ЧИВ э ЧИВ» (Модена) —  «Фойербах» (Штутгарт)
.. декабря. 0:3.
.. декабря. ?:?
 «Кауфхаус-Тироль» (Инсбрук) —  АМВЙ (Амстелвен)
4 декабря. 1:3.
5 декабря. 1:3.
 «Чечина» —  АСУЛ (Лион)
.. декабря. 3:0.
.. декабря. ?:?
 «Профило» (Стамбул) —  «Дилбек-Иттербек» (Дилбек)
4 декабря. 1:3.
.. декабря. 0:3.
 «Университариу ду Порту» (Порту) —  «Арис» (Салоники)
4 декабря. 3:0 (15:5, 15:6, 2:15, 15:13).
.. декабря. 3:1.
 «Рюссельсхайм» —  «Испано-Франсез» (Барселона)
Отказ «Испано-Франсез».
 «КАСЖ Пари» (Париж) свободен от игр.
 «Ионикос» (Неа-Филаделфия) —  «Товок» (Тонгерен)
.. декабря. 1:3.
.. декабря. ?:?

## Четвертьфинал
январь 1983
 «Фойербах» (Штутгарт) —  АМВЙ (Амстелвен)
12 января. 3:1 (9:15, 15:11, 15:9, 15:7).
19 января. 3:0 (15:10, 15:6, 15:10).
 «Чечина» —  «Дилбек-Иттербек» (Дилбек)
.. января. 3:0.
.. января. 2:3.
 «Университариу ду Порту» (Порту) —  «Рюссельсхайм»
.. января. 0:3.
13 января. 0:3.
 «КАСЖ Пари» (Париж) —  «Товок» (Тонгерен)
.. января. 3:1.
.. января. 2:3.

## Финальный этап
11—13 февраля 1983.  Штутгарт.
Участники:
 «Фойербах» (Штутгарт)

 «Чечина» (Чечина)

 «КАСЖ Пари» (Париж)

 «Рюссельсхайм» (Рюссельсхайм)

### Результаты
| М | Команда               | 1   | 2   | 3   | 4   | И | В | П | С/П | О |
| - | --------------------- | --- | --- | --- | --- | - | - | - | --- | - |
| 1 | «Фойербах» (Штутгарт) |     | 3:1 | 3:0 | 3:0 | 3 | 3 | 0 | 9:1 | 6 |
| 2 | «Чечина»              | 1:3 |     | 3:- | 3:- | 3 | 2 | 1 |     | 5 |
| 3 | «Рюссельсхайм»        | 0:3 | -:3 |     | 3:- | 3 | 1 | 2 |     | 4 |
| 4 | «КАСЖ Пари» (Париж)   | 0:3 | -:3 | -:3 |     | 3 | 0 | 3 |     | 3 |

11 февраля
 «Чечина» —  «Рюссельсхайм»  
3:-
 «Фойербах» —  «КАСЖ Пари»
3:0.
12 февраля
 «Чечина» —  «КАСЖ Пари»
3:-
 «Фойербах» —  «Рюссельсхайм» 
3:0.
13 февраля
 «Рюссельсхайм» —  «КАСЖ Пари»
3:0 (15:6, 15:5, 15:8).
 «Фойербах» —  «Чечина»
3:1.

### Итоги

#### Положение команд
| «Фойербах» (Штутгарт)         |
| «Чечина» (Чечина)             |
| «Рюссельсхайм» (Рюссельсхайм) |
| 4. «КАСЖ Пари» (Париж)        |